# Mercedes-Benz 770
La Mercedes-Benz Typ Grosser Mercedes (Super Mercedes en anglais, Grande Mercedes en français) aussi connue sous le nom de Mercedes 770 est une voiture d’exception de très grand luxe fabriquée entre 1930 et 1943. Elle est souvent associée aux hauts gradés du régime nazi, notamment Adolf Hitler et Hermann Göring, bien que sa première mouture (W07 1930-1938) ait été largement adoptée par les capitaines d’industrie et les célébrités du spectacle. La seconde mouture (W150 1938-1943) ne connut que peu de clients privés.

## Première série - W07 (1930-1938)

### Historique
La Mercedes-Benz 770, aussi appelée Großer Mercedes, est créée en 1930 sous le nom de code interne W07,,,. Cette voiture est utilisée par de nombreux gouvernements en tant que véhicule officiel
La Mercedes-Benz W 07 a été la première voiture de série à être disponible avec un moteur huit cylindres suralimenté et était la voiture Mercedes-Benz la plus grande et la plus chère à l'époque. À la mi-janvier 1931, l'ancien Kaiser allemand Guillaume II reçoit un cabriolet (F) six places. La Type 770 a été utilisé comme voiture d'État par le président du Reich Paul von Hindenburg, Kaiser Wilhelm II, l'empereur japonais Hirohito, les papes Pie XI et Pie XII et Federico J. Vollmer(était un grand industriel à Hambourg), Chancellerie du Reich, Ambassade d'Allemagne au Royaume-Uni, Joseph-Auguste de Habsbourg-Lorraine, Miklós Horthy, Otto Wolf (Industriel et membre du conseil de surveillance de Daimler-Benz AG de 1926 à 1940), Axel Tidstrand,(Sågmyra/Suède), Hermann Göring, Karl Fiehler, Adolf Hitler.

### Description
La 770 version W07 était mue par un huit cylindres en ligne de 7 655 cm3 doté de soupapes en tête et de pistons en aluminium,,,. Le moteur développe 150 kW à 2 800 tr/min sans l'aide d'un compresseur,,. Un compresseur Roots pouvait être ajouté en option, celui-ci ne s'activait que dans les tours et permettait au moteur de développer désormais 200 kW toujours à 2 800 tr/min, ce qui était suffisant pour amener la voiture à 160 km/h,. La transmission était dotée de quatre rapports, le dernier étant doté d'un overdrive.
La W07 était construite sur un châssis moderne doté d'une suspension semi-elliptique par ressort à lames. Les dimensions de l'auto variaient selon la carrosserie choisie mais l'empattement de 3 750 mm et les voies de 1 500 mm restaient identiques. 117 Mercedes-Benz 770 de la série W07 ont été construites.

### Prix de vente et chiffres de production de la version W 07 dans les années 1930
Avec un prix initial de 29 500 Reichsmark pour le châssis uniquement, seuls quelques riches particuliers pouvaient s'offrir la voiture. La limousine Pullman coûtait 38 000 Reichsmark et les cabriolets atteignaient un montant de 47 500 Reichsmark. Au total, 117 véhicules ont été produits jusqu'en 1938,.
| Mercedes-Benz W 07  | Mercedes-Benz W 07                   |
| ------------------- | ------------------------------------ |
| Châssis             | 19 (4 d’entre eux à Erdmann & Rossi) |
| Berline             | —                                    |
| Limousine Pullman   | 42                                   |
| Voiture de tourisme | 26                                   |
| Cabriolet B         | 2                                    |
| Cabriolet C         | 4                                    |
| Cabriolet D         | 18                                   |
| Cabriolet F         | 6                                    |

| Année                       | 1930 | 1931 | 1932 | 1933 | 1934 | 1935 | 1936 | 1937 | 1938 | total |
| --------------------------- | ---- | ---- | ---- | ---- | ---- | ---- | ---- | ---- | ---- | ----- |
| W 07 - 770 Grosser Mercedes | 4    | 42   | 9    | 4    | 11   | 11   | 10   | 13   | 13   | 117,  |

### Les modèles aujourd'hui
Les véhicules suivants sont exposés au public.

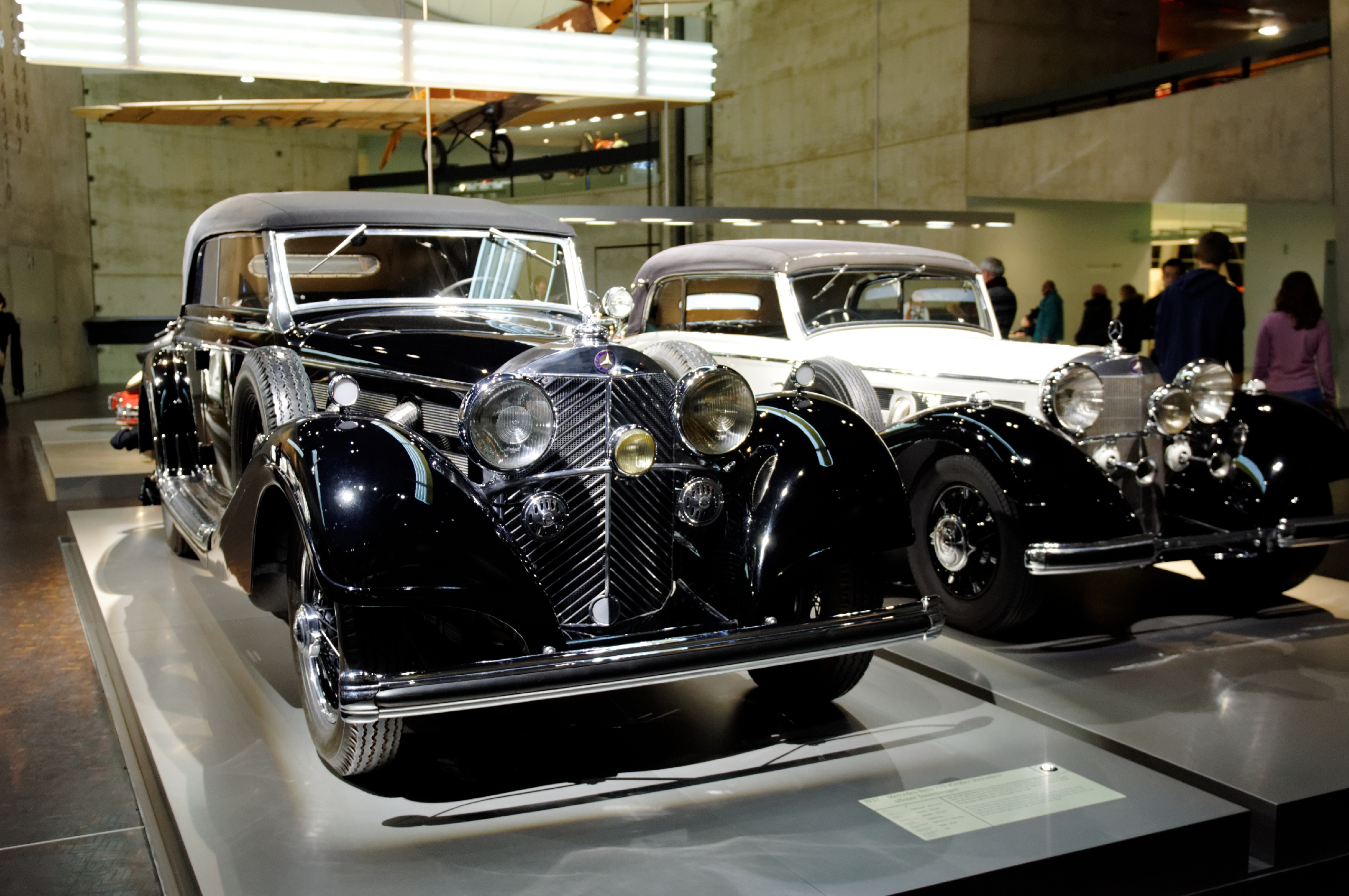
Musée Mercedes-Benz : voiture de tourisme ouverte
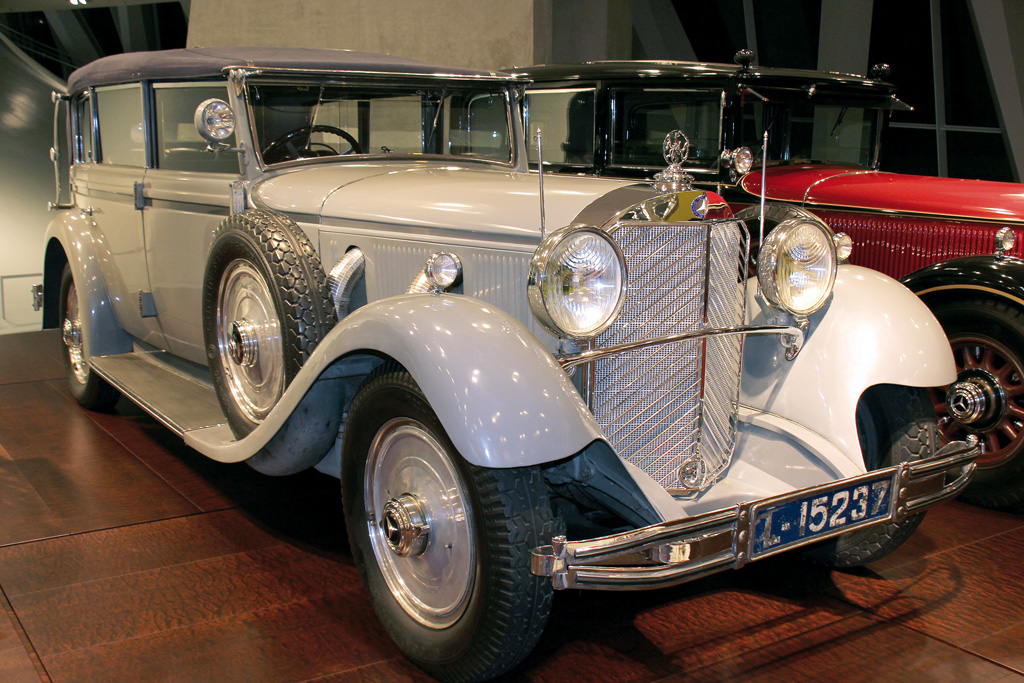
Musée Mercedes-Benz : cabriolet F (1932) fait sur mesure pour l'ex-Kaiser Guillaume II.
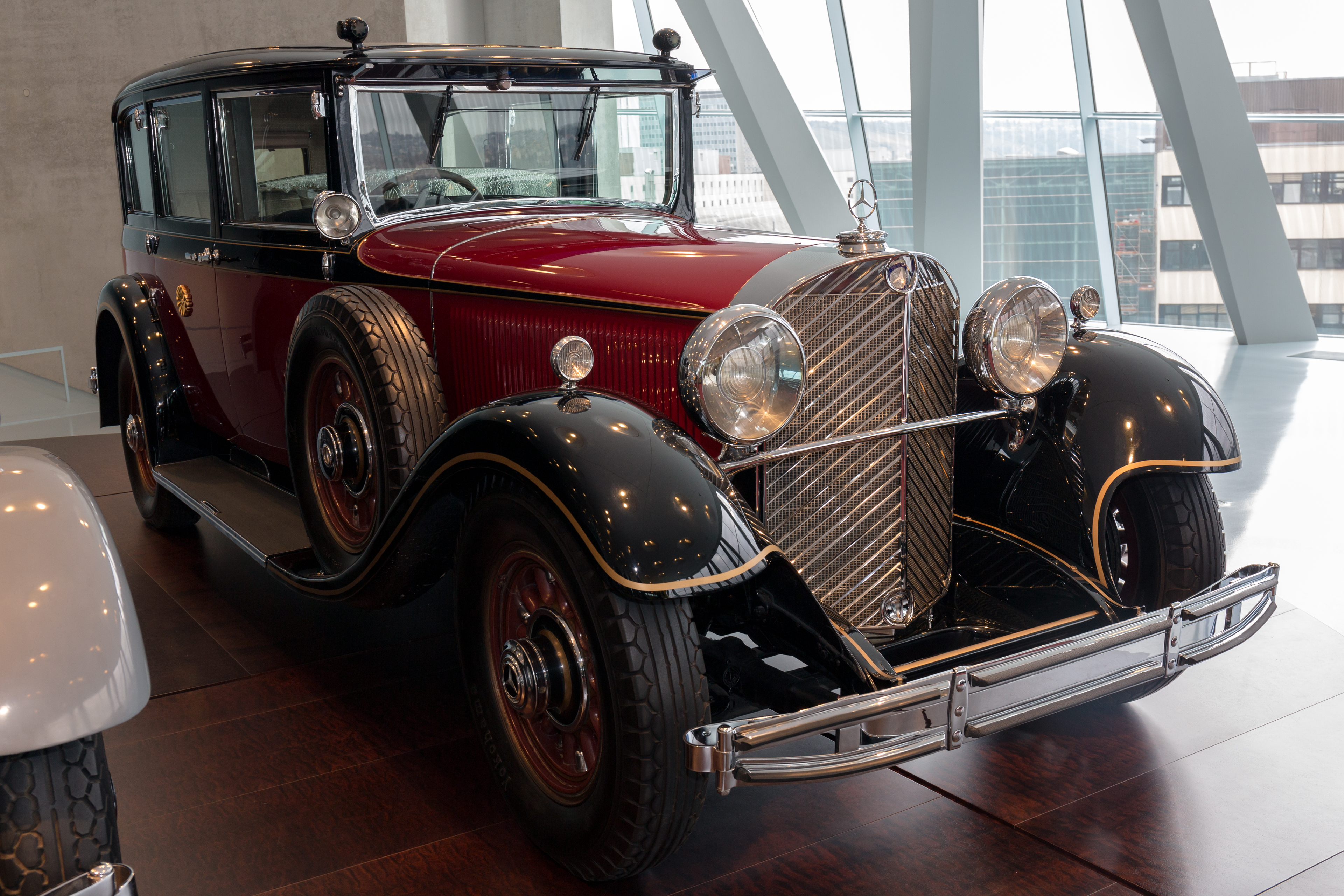
Musée Mercedes-Benz : limousine Pullman (1935) avec technologie de protection spéciale pour le japonais Tennō Hirohito
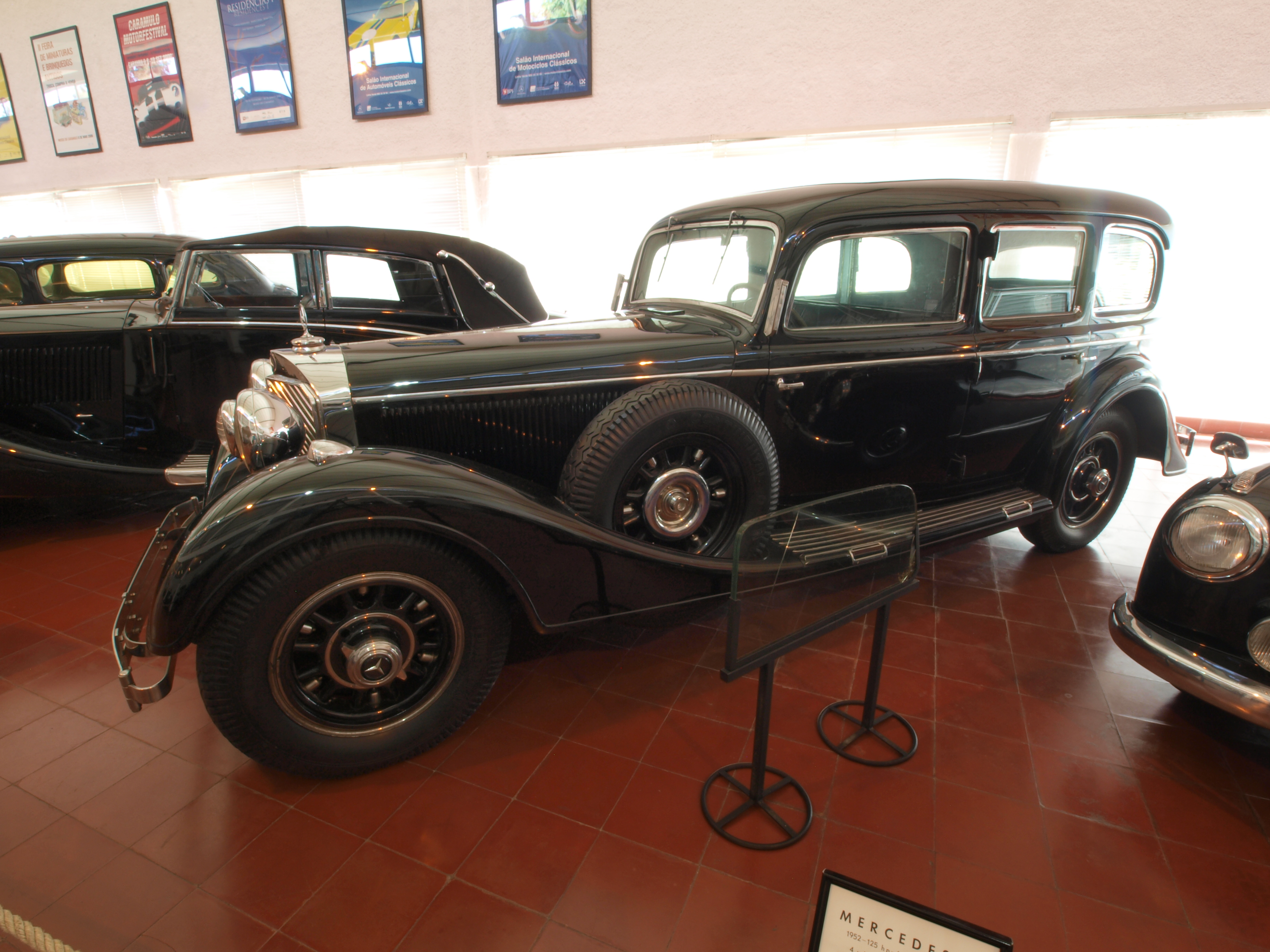
Musée de Caramulo : berline (1937), cadeau d'Hitler au président portugais António de Oliveira Salazar
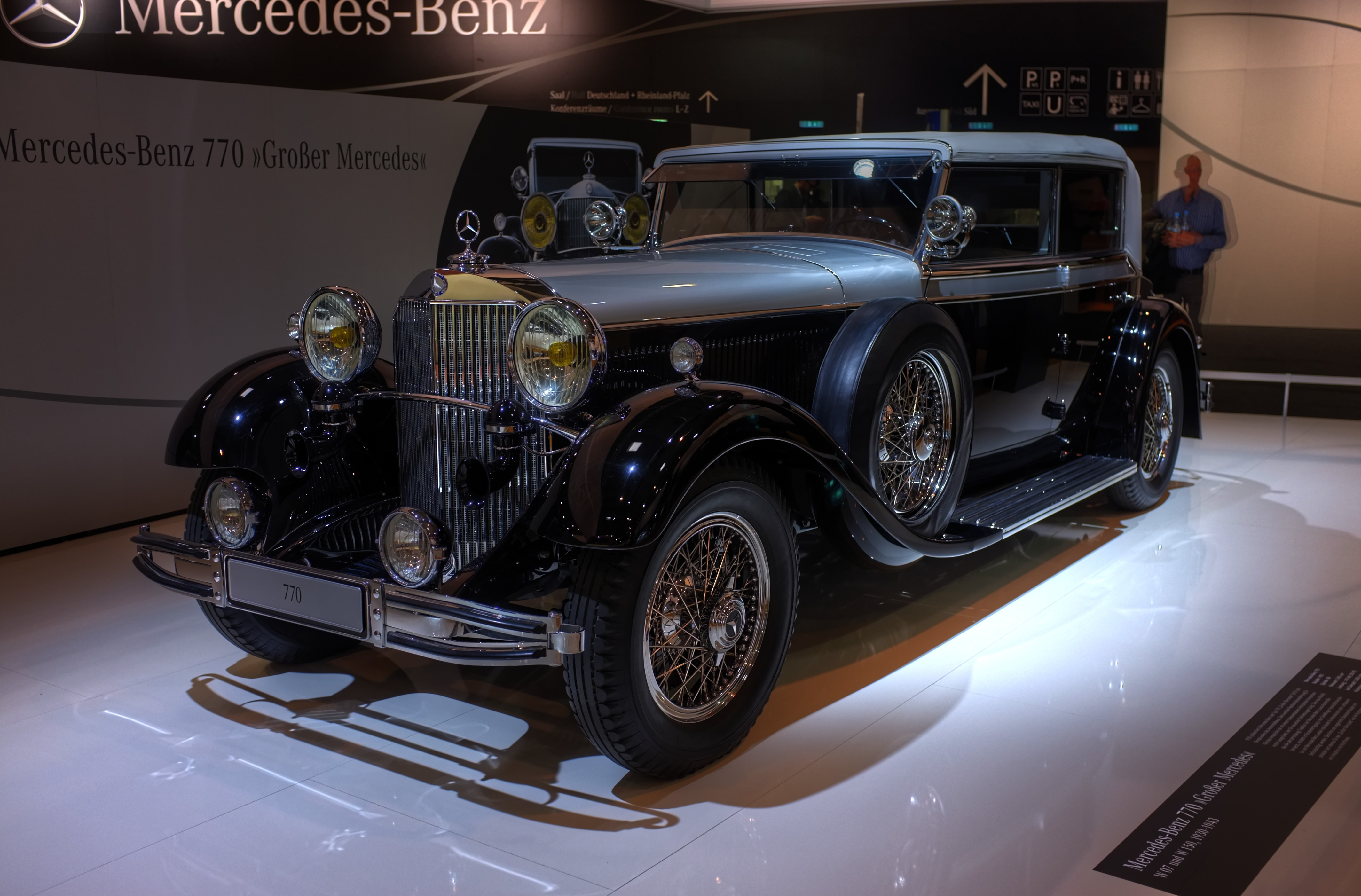
Mercedes-Benz 770 (W 07).

## Deuxième série - W150 (1938-1943)

### Historique

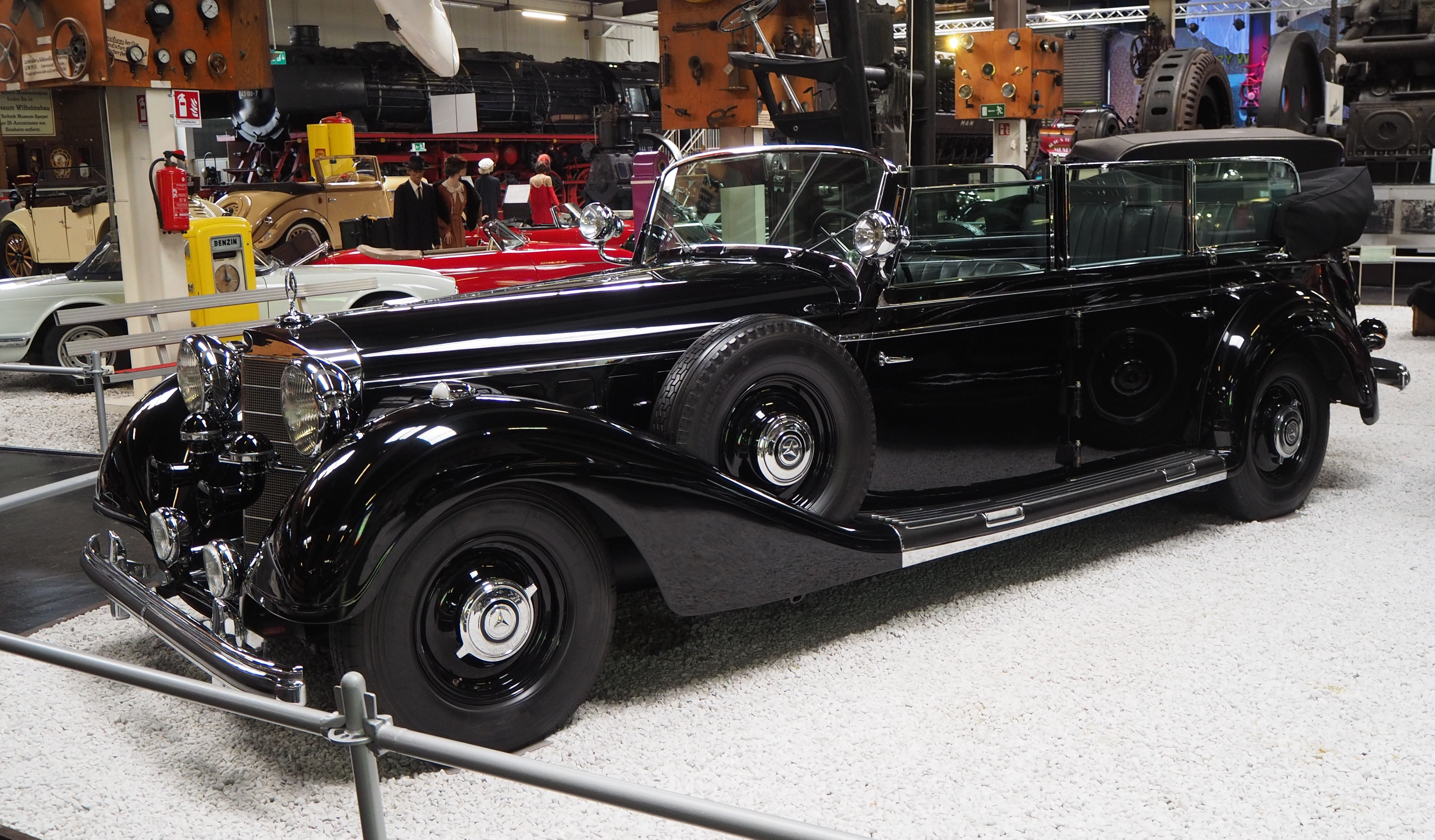
Mercedes-Benz W 150 cabriolet, année 1938 (musée automobile et technologique de Sinsheim).

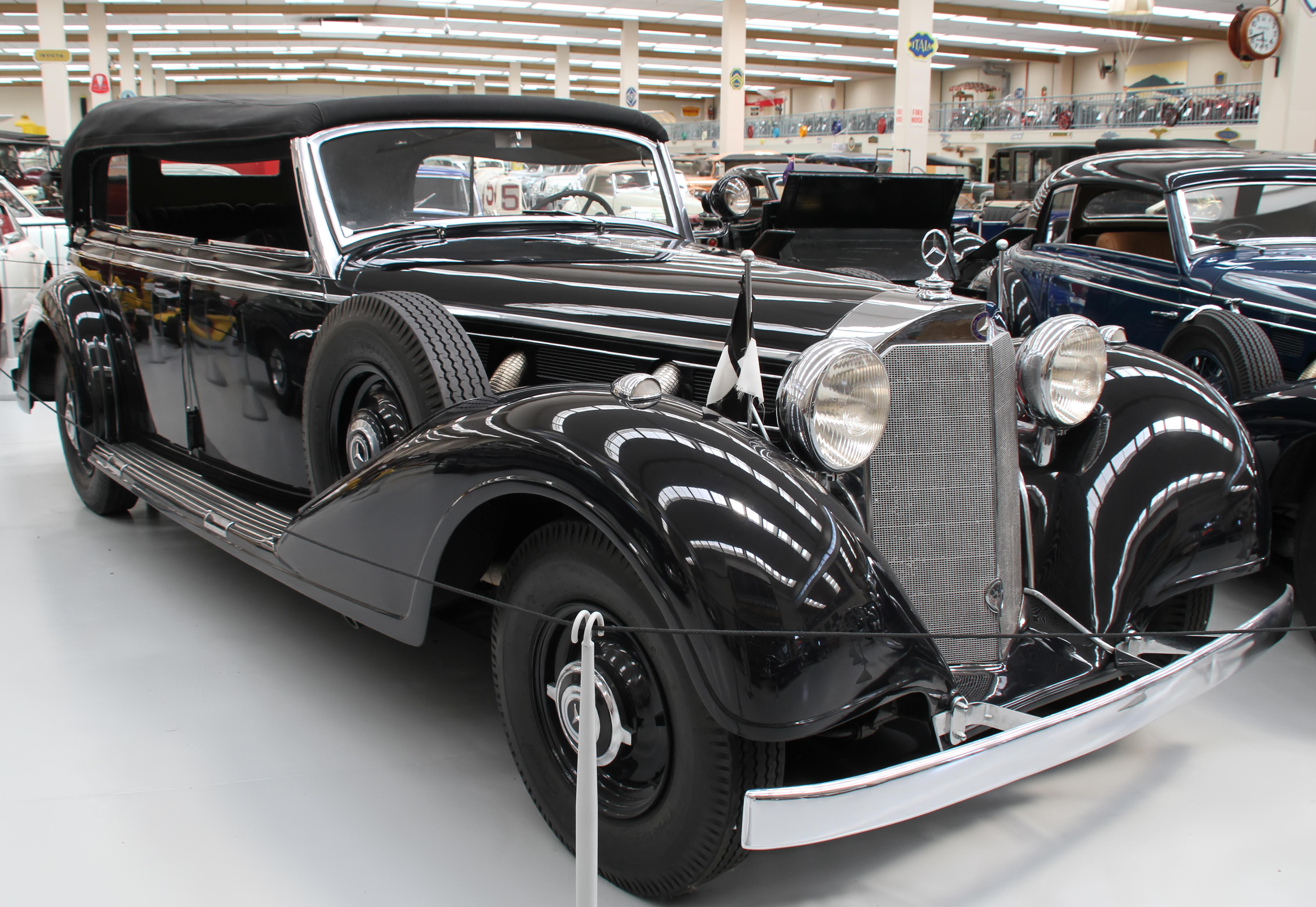
Une Mercedes-Benz 770 version W150.

La Mercedes-Benz 770 est retravaillée en 1938 et fait l'objet du nouveau nom de code interne W150,. Comme sa prédécesseure la W07, le modèle W150 est toujours nommée Großer Mercedes ou Type 770,,.
En 1938, la Mercedes-Benz 770 est la voiture allemande la plus chère de son temps, tellement chère que le prix n'apparaissait pas sur les catalogues, mais seulement « auf Anfrage » (sur demande). La majeure partie de la production a été vendue aux autorités de l'Allemagne nazie, notamment à la chancellerie du Reich.
88 Mercedes-Benz 770 de la série W150 ont été produites dans l'usine de Sindelfingen jusqu'à ce que la production des châssis cesse en 1943. La dernière voiture à être carrossée est livrée en mars 1944,,.

### Description

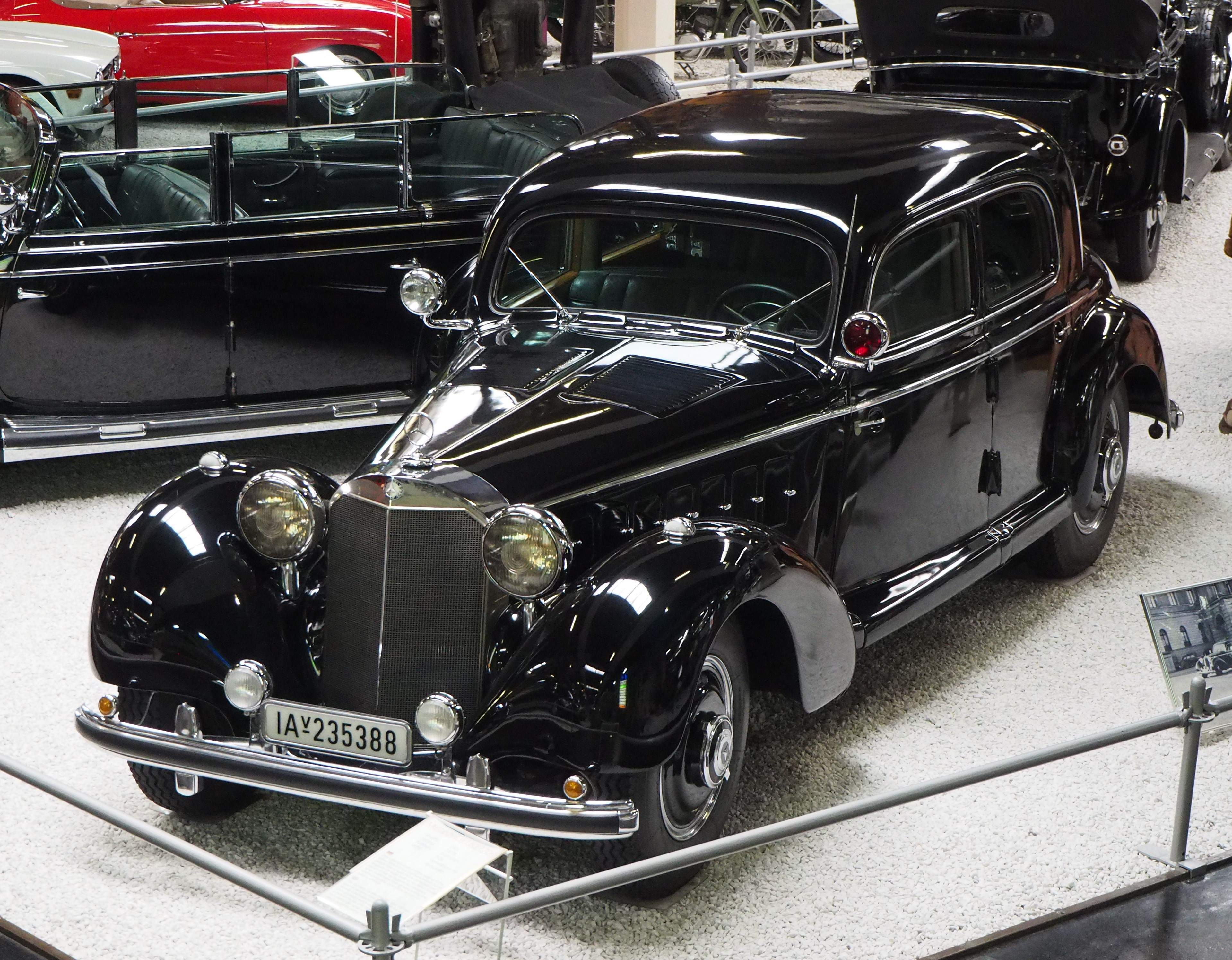
Mercedes-Benz W 150 II berline, année 1943 (musée automobile et technologique de Sinsheim)

Le châssis est repris et est désormais construit sur des tubes ovales, la suspension est modifiée : à l'avant une suspension indépendante et à l'arrière un essieu De Dion.
Le moteur est fondé sur la même architecture que celui de la W07, mais développe désormais 155 kW à 3 000 tr/min sans compresseur et 230 kW à 3 200 tr/min avec un compresseur. La transmission est à cinq rapports, le dernier est doté d'un overdrive,.
Par rapport à la W 07, la longueur du véhicule a été augmentée de 40 cm, soit au total environ 6 m. Le châssis, avec un empattement plus large de 13 cm (portant à un total de 3,88 m), se compose désormais de tubes ovales avec des pièces en acier embouti au lieu d'être profilés en forme de U avec des croisillons. L'actionnement mécanique des frein à tambour a été remplacé par un actionnement hydraulique, l'essieu rigide à l'avant a cédé la place à une suspension de roue indépendante sur double triangles, tandis qu'à l'arrière, un essieu de roue parallèle appelé essieu De Dion était utilisé. Contrairement à la prédécesseur, toutes les W 150 étaient équipées d'un moteur suralimenté 8 cylindres de 7,7 litres dont la puissance a été augmentée de 30 ch, portant ainsi à une puissance de 230 ch (soit 169 kW),.
La version spéciale avec la désignation interne W 150 II, construite de 1940 à 1943, est blindée avec un acier de 18 mm, dispose d'un vitrage en verre blindé de 40 mm d'épaisseur, des roues de 19" en acier blindé et des pneus à 20 chambres pare-balles. Pour réduire le poids, les ailes sont conçus en alliage léger. Son poids à vide est alors de 4 780 kg (contre 3 400 à 3 600 kg pour la version générique). Pour des raisons de durabilité des pneumatiques, le constructeur préconise une vitesse maximale de 80 km/h (contre 170 km/h pour la version classique).

### Prix de vente et chiffres de production de la version W 150 dans les années 1930-1940
Les prix catalogue étaient de 45 000 Reichsmark pour la W 150 berline quatre portes et de 47 000 Reichsmark pour le cabriolet F à sept places — soit, de nos jours, des montants respectifs d'environ 215 000 € et 232 000 €.
|                     | W 150                         |
| ------------------- | ----------------------------- |
| Châssis             | — (1 Châssis)                 |
| Berline             | 10 (version spéciale blindée) |
| Limousine Pullman   | 18                            |
| Voiture de tourisme | 46                            |
| Cabriolet B         | 1                             |
| Cabriolet C         | —                             |
| Cabriolet D         | 5                             |
| Cabriolet F         | 7                             |
| Total               | 88                            |

## Les Mercedes-Benz 770K survivantes
La 770K initialement possédée par le maréchal de Finlande Carl Gustaf Emil Mannerheim est vendue à un collectionneur américain après la Seconde Guerre mondiale. Elle apparait dans le film Le Renard du désert dans un défilé d'Hitler.
En 1973 la 770K de Mannerheim, faussement présentée comme étant la limousine de parade d'Adolf Hitler est vendue aux enchères pour 153 000 $, établissant un nouveau record absolu et dépassant les 90 000 $ de la Duesenberg de Greta Garbo vendue en 1972. L’enchère sur la 770K de Mannerheim dépassa ce montant dès la première minute de l’enchère. Elle est acquise par Earl Clark, un homme d'affaires de Lancaster, en vue de l'ouverture du parc Dutch Wonderland.
En novembre 2009, une des 770K de Hitler a été acquise pour plusieurs millions d'euros par un milliardaire russe qui est resté anonyme.
Le magazine du club Mercedes-Benz de Norvège a publié un article en juin 2010 sur une 770 Offener Tourenwagen (W150) achetée par Nikolaus von Falkenhorst puis, utilisée par le roi de Norvège après la Guerre. Elle a plus tard été vendue à un acheteur aux États-Unis. La voiture aurait gagné le prix de la plus belle voiture d'avant guerre non restaurée au concours d'élégance de Pebble Beach en 2003.
D'après les recherches de Jean Luc Auriac, il existe au moins 25 voitures encore existantes, dont :
- Cabriolet F de Gustav Krupp (collection privée)
- Offener Tourenwagen (présumée Hitler) du musée canadien de la guerre
- Pullman Limousine en restauration (musée national de l'Automobile - Collection Schlumpf à Mulhouse)
- Pullman Limousine de Franco (musée du Pardo)
- Innenlenker Limousine du gouvernement espagnol (musée du Parque y Centro de Mantenimiento de Vehículos Rueda no 1.Torrejón de Ardoz à Madrid)
- Innenlenker Limousine du Muzey tekhniki Vadima Zadorozhnogo à Moscou
- Pullman Limousine du president turc İsmet İnönü
- Cabriolet B du Shah d'Iran
- Offener Tourenwagen du Southwards Car Museum de Paraparaumu en Nouvelle-Zélande
- Offener Tourenwagen du Maréchal Carl Gustaf Emil Mannerheim (Lyon Air Museum, Aéroport John-Wayne, Californie)
- Offener Tourenwagen propriétaire inconnu
- Offener Tourenwagen 1944 caisse rouge bordeaux (dernière produite)
- Innenlenker Limousine inconnue à plaque RK1
- Innenlenker Limousine (présumée Himmler) du musée automobile et technologique de Sinsheim à plaque IAv235388
- Innenlenker Limousine ou Pullman Limousine (supposée détenue par Daimler Benz) à plaque IA-37822
- Offener Tourenwagen "authentique Hitler" du musée de l'automobile Henri-Malartre à Rochetaillée-sur-Saône
- Pullman Limousine à plaque Z 96 501
- Offener Tourenwagen du dictateur croate Ante Pavelic
- Cabriolet D du Professeur Heinkel (Cité de l'automobile - Musée national - Collection Schlumpf de Mulhouse)
- Offener Tourenwagen 1938 du musée automobile et technologique de Sinsheim[23]
- Offener Tourenwagen ex: Norvège
- Cabriolet F 1943 collection Oudaï Hussein
- Offener Tourenwagen 1940, musée automobile et technologique de Sinsheim
- Offener Tourenwagen du Royal Automobile Museum d'Amman (Jordanie)
- Cabriolet F ou Offener Tourenwagen de la Wheatcroft Collection, Leicester

Survivantes modifiées : 1
- Cabriolet F "Sodomka"

Présumées survivantes : 3
- Pullman Limousine à plaques russes
- Pullman Limousine de Vidkun Quisling
- Offener Tourenwagen d'Arthur Seyss-Inquart